# Neolitsea undulatifolia
Neolitsea undulatifolia är en lagerväxtart som först beskrevs av H. Lév., och fick sitt nu gällande namn av C.K. Allen. Neolitsea undulatifolia ingår i släktet Neolitsea och familjen lagerväxter. Inga underarter finns listade i Catalogue of Life.